# Vobbia
Vobbia is een gemeente in de Italiaanse provincie Genua (regio Ligurië) en telt 488 inwoners (31-12-2004). De oppervlakte bedraagt 33,1 km², de bevolkingsdichtheid is 15 inwoners per km².
De volgende frazioni maken deel uit van de gemeente: Fabio, Torre, Canova en Selva.

## Geografie
De gemeente ligt op ongeveer 477 m boven zeeniveau.
Vobbia grenst aan de volgende gemeenten: Busalla, Carrega Ligure (AL), Crocefieschi, Isola del Cantone, Mongiardino Ligure (AL) en Valbrevenna.

## Galerij

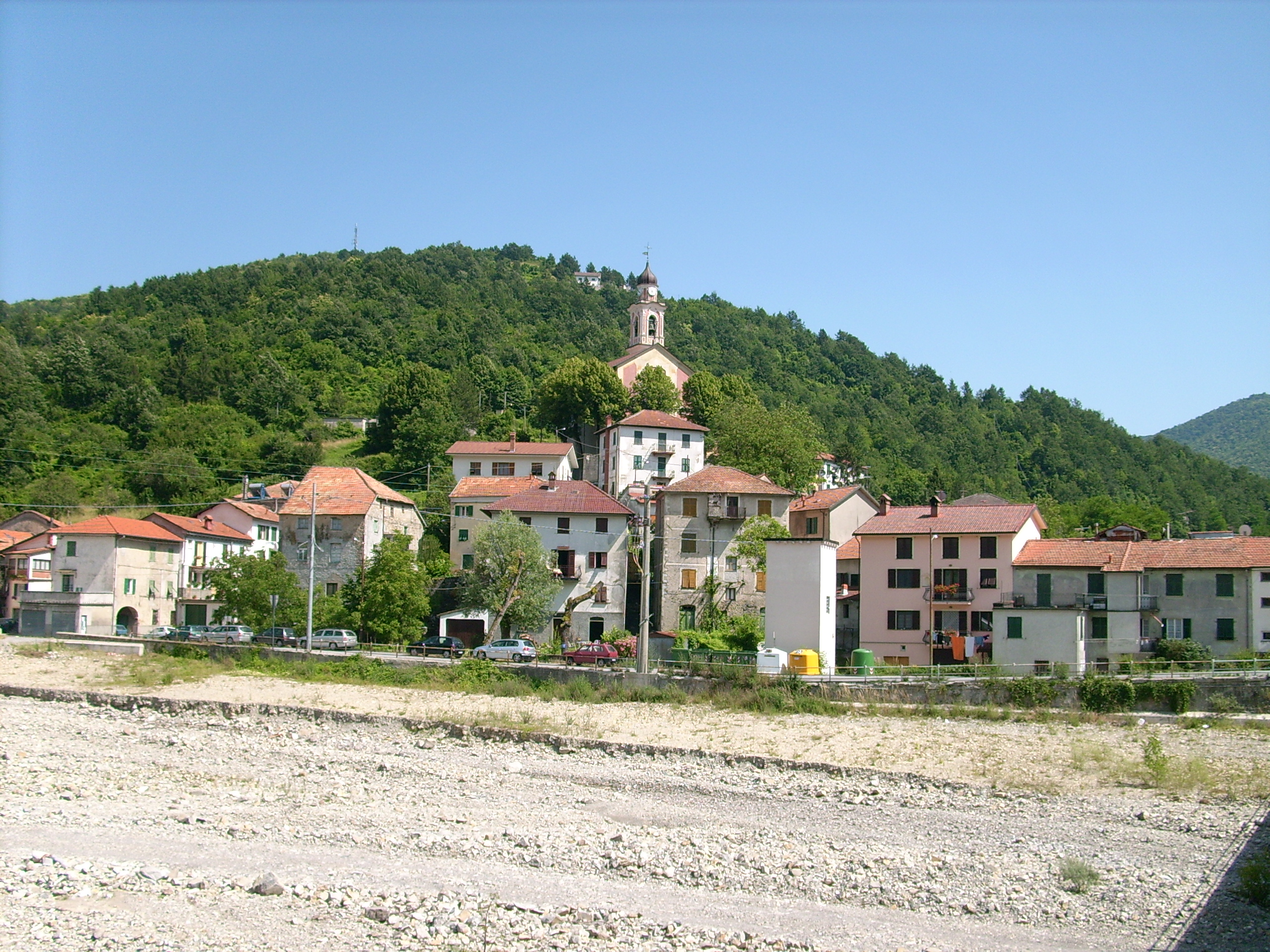
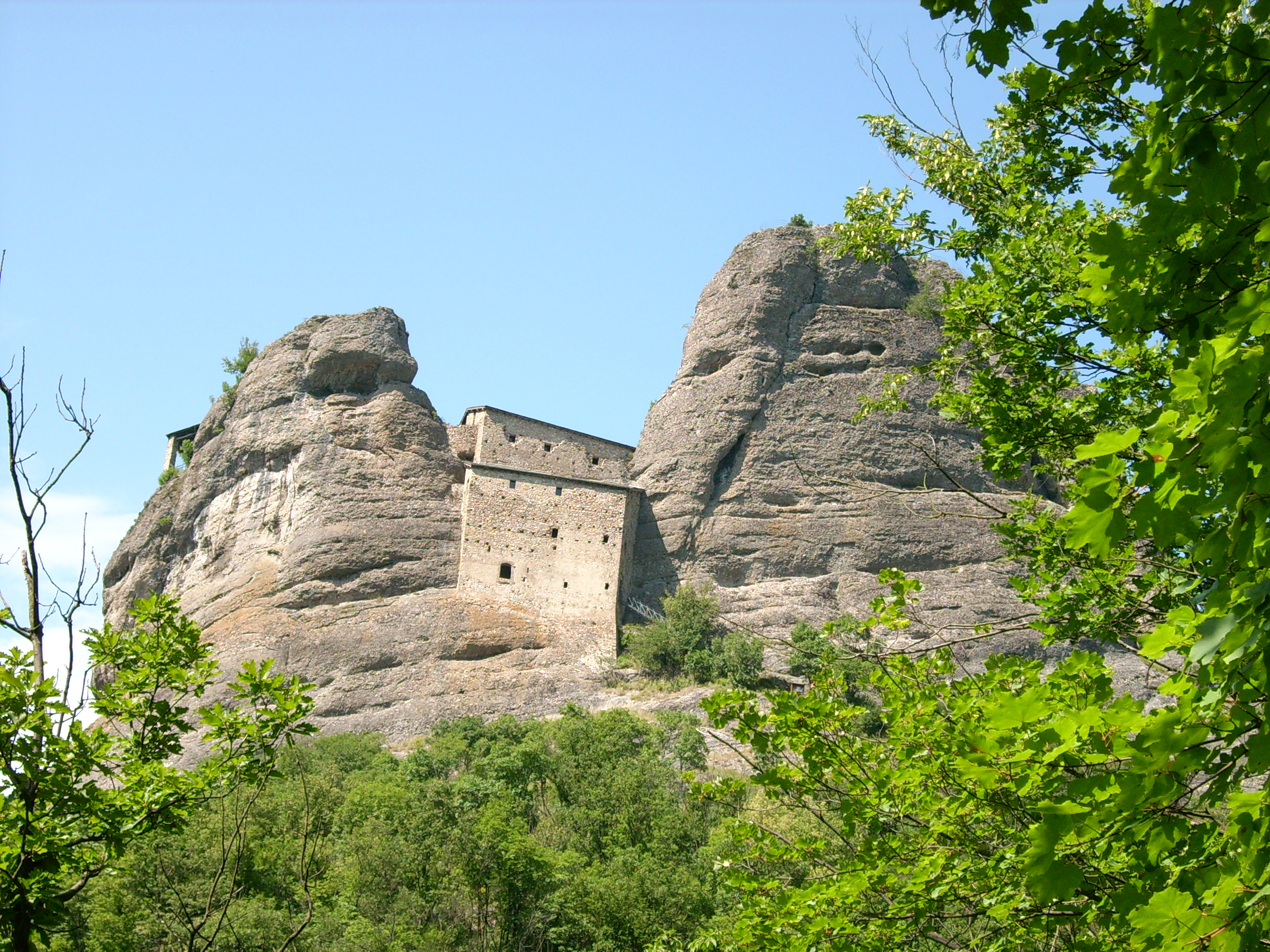
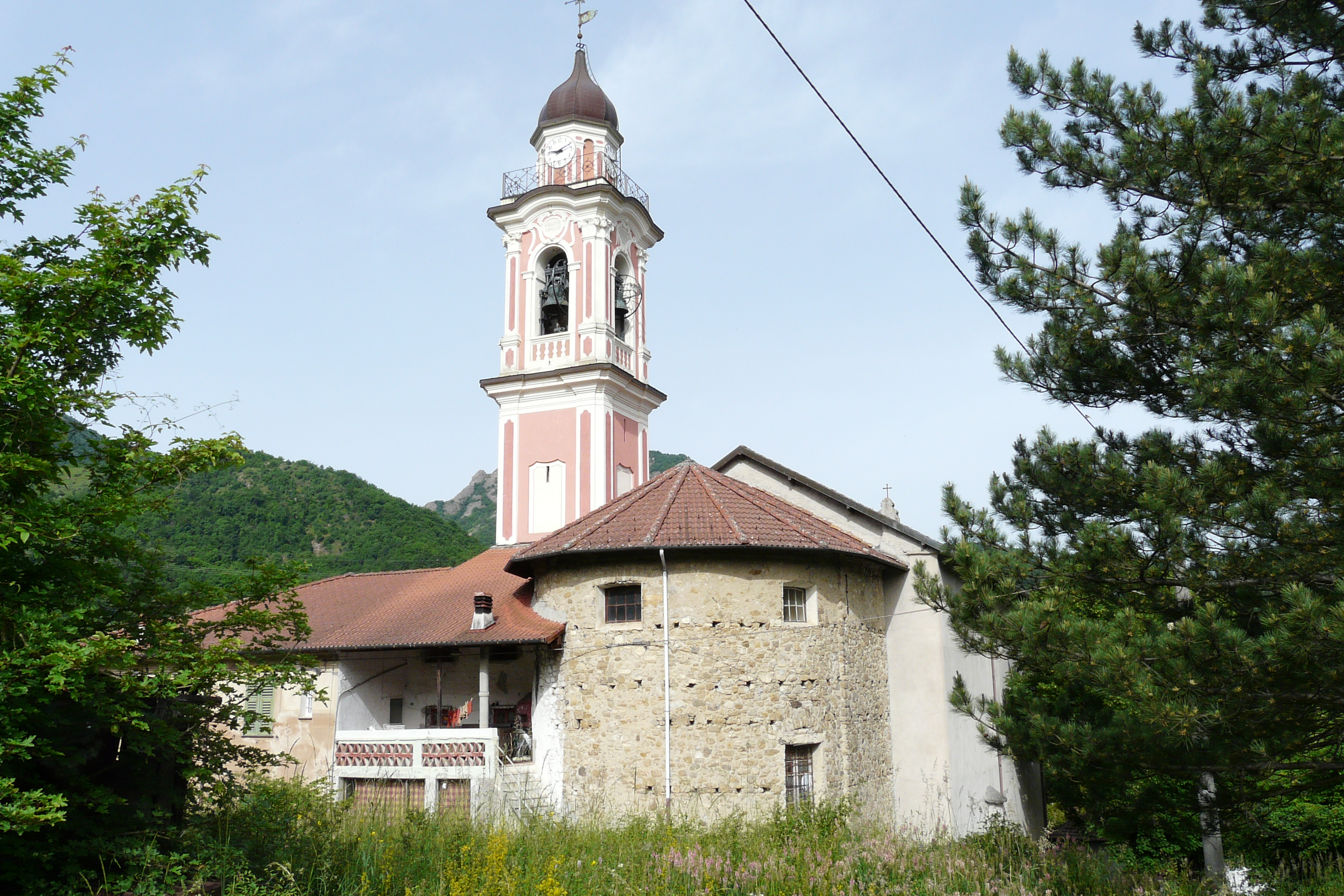
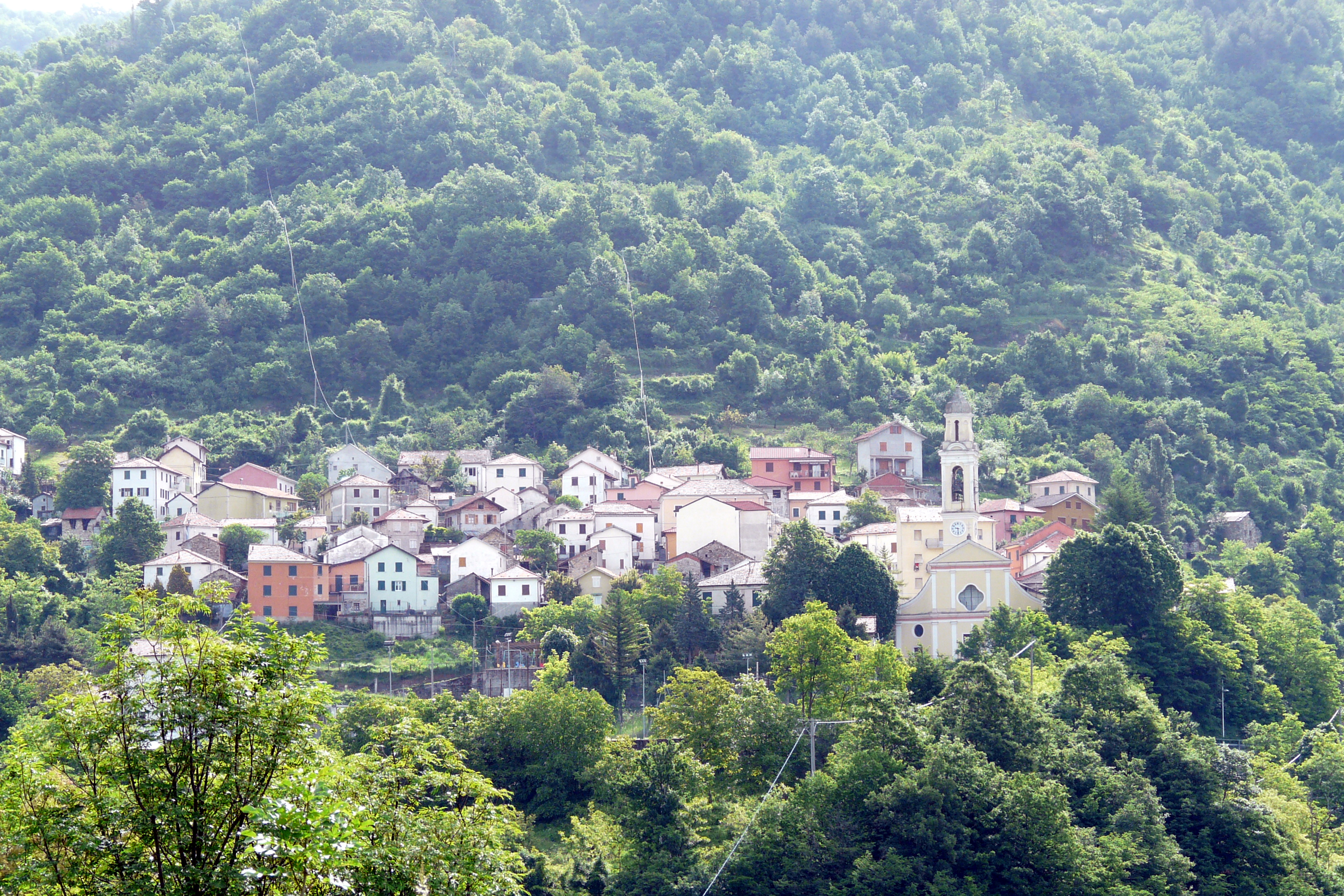
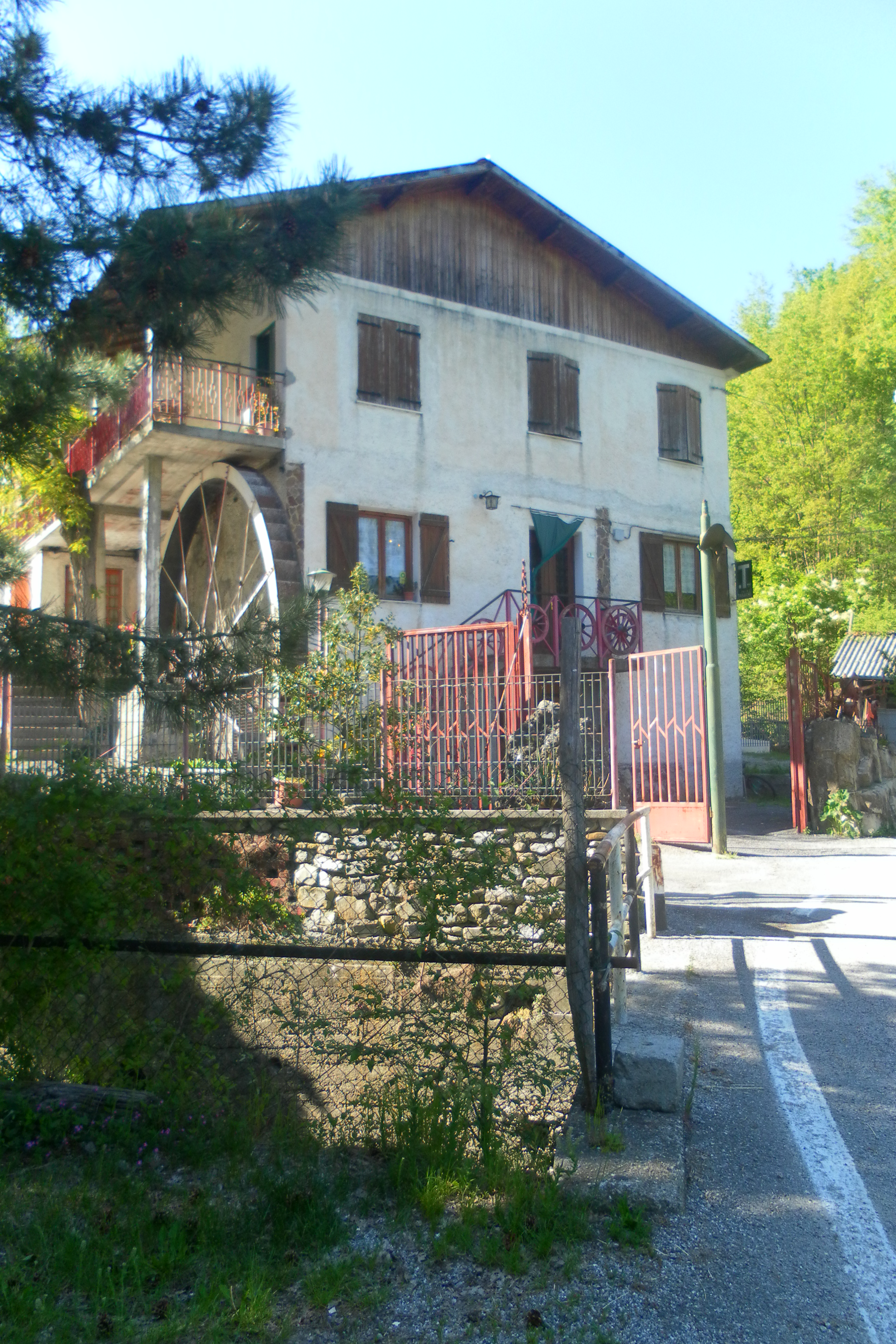